# کنود اندرسن
کنود اندرسن (انگلیسی: Knud Andersen; ۲ ژوئیهٔ ۱۹۰۰ – ۹ ژانویهٔ ۱۹۶۷) بازیکن فوتبال اهل دانمارک بود. او بهترین گلزن مسابقات قهرمانی فوتبال دانمارک در سال ۱۹۳۸ بود و دو بازی برای تیم ملی فوتبال دانمارک انجام داد.